# لورا نوبل
لورا نوبل (بالإنجليزية: Laura Noble)‏ هي مصورة بريطانية، ولدت في 1974.